# Liste des plus grandes collections ethnographiques et anthropologiques
Cet article présente la liste des musées ayant les plus grandes collections ethnographiques et anthropologiques.

## Liste
Cette liste est classée par nombre décroissant d'objets recensés.
1. Musée canadien de l'histoire ex-Canadian Museum of Civilization, Ottawa, Canada
3 750 000 objets divers[1]
2. Musée du quai Branly - Jacques Chirac, Paris, France
1 000 000 items comprenant 700 000 photographies[2] et 300 000 objets
3. Musée Pierre le Grand d'ethnographie et d'anthropologie (Kunstkamera), Saint-Pétersbourg, Russie
1 117 000 objets[3]
4. University of Cambridge Museum of Archaeology and Anthropology, Cambridge, GB
1 000 000 objets[4]
5. Phoebe A. Hearst Museum of Anthropology, Berkeley, California, USA
634 000 objects[5] (Outre l’Afrique, les Amériques et l’Océanie, le musée comprend des collections d’Europe, de la Méditerranée ancienne, de l’Égypte ancienne, de l’Asie et une vaste collection de médias.)
6. Musée de l'Homme, Paris, France
500 000 objets[6]
7. Musée ethnologique, Berlin, Allemagne
500 000 objets[7]
8. Musée russe d'ethnographie, Saint-Pétersbourg, Russie
500 000 objets[8]
9. Pitt Rivers Museum, Oxford, GB
500 000 objets[9]
10. British Museum, Londres, GB
350 000 objets[10]
11. Musée national d'anthropologie, Osaka, Japon
335 000 objets[11]
12. Musée d'ethnologie de Leyde, Leyde, Pays-Bas
  - 240 000 objets[12]
13. Museum für Völkerkunde, Vienne, Autriche
200 000 objets[13]
14. Musée ethnographique de Stockholm, Stockholm, Suède
200 000 objets
15. Museum Fünf Kontinente ex-Staatliches Museum für Völkerkunde, Munich, Allemagne
160 000 objets[14]
16. Musée national d'anthropologie, Mexico, Mexique
120 000 objets[15]
17. American Museum of Natural History Division of Anthropology, New York, USA
119 000 objets[16]
18. Musée d'Ethnologie de Dresde, Dresde, Allemagne
90 000 objets
19. Horniman Museum, Londres, GB
80 000 objets[17]
20. Musée d'ethnographie de Genève, Genève, Suisse
80 000 objets[18]
21. Phoebe A. Hearst Museum of Anthropology, Berkeley, Californie, USA
63 000 objets[19] (?)
22. Musée d'ethnographie de Neuchâtel, Neuchâtel, Suisse
50 000 objets
23. Museum of Anthropology of British Columbia University, Vancouver, Canada
36 000 objets ethnographiques et 535,000 objets archéologiques[20]
24. Musée des Confluences Lyon, France[21]
33 000 objets ethnographiques et archéologiques (2,2 millions d'objets tout confondu)
25. Powell Cotton Museum, Kent, GB
30 000 objets[22]
26. Mathers Museum of World Cultures, Indiana University, Bloomington, USA
30,000 objets ethnographiques [23]
27. Museu Antropológico Diretor Pestana, Ijuí, Santa Cataria, Brésil
29 000 objets
28. Museo de Antropología de Xalapa, Xalapa, Mexique[24],[25].
25 000 objets [26]
29. Musée national d'anthropologie et d'ethnologie de Florence, branche du musée d'histoire naturelle de Florence, Italie 
21 000 objets
30. Berndt Museum of Anthropology, Perth, Australie 
11 500 objets
31. Metropolitan Museum of Art, New York, USA
11 000 objets[27]
32. Musée Théodore-Monod d'Art africain, Dakar (Sénégal)
9 000 objets
33. Musée Barbier-Mueller, Genève
7 000 objets[28]